# Trevor Burton
Trevor Burton, geboren als Trevor James Ireson (Aston, 19 maart 1949) is een Britse rock- en bluesmuzikant (zang, gitaar) en is een van de oprichters van The Move.

## Biografie
Burton begon op jonge leeftijd gitaar te spelen en leidde in 1963 zijn eigen band The Everglades. In 1964 trad hij toe tot Danny King & The Mayfair Set, samen met Keith Smart (drums, voorheen van The Everglades), Roger Harris (keyboards), Denis Ball (bas) en zanger King. De band heeft een paar singles gemaakt, maar kon niet doorbreken buiten de omgeving van Birmingham. Burton accepteerde een uitnodiging van andere Birmingham-muzikanten om The Move op te richten in januari 1966 en bleef bij hen tot februari 1969.
De originele bezetting van The Move bestond uit zanger Carl Wayne, leadgitarist/multi-instrumentalist/songwriter/zanger Roy Wood, drummer Bev Bevan, bassist Ace Kefford en Burton op slaggitaar. Wayne was de gebruikelijke leadzanger, maar Wood (die in dit stadium het grootste deel van het originele materiaal schreef), Kefford en Burton waren tot op zekere hoogte ook leadzangers. Ondanks een aanhang in hun geboorteland Birmingham, had de jonge band dringend behoefte aan management en contact met het muziekcircuit in Londen, dus werd Moody Blues-manager Tony Secunda, wiens methoden hun tijd ver vooruit waren, hun manager. Secunda bracht de band naar Londen en verzekerde hen van een wekelijkse residentie in de beroemde Marquee Club, onlangs verlaten door The Who. Hij verkleedde ze als Amerikaanse gangsters, voerde een contract uit met topless model Liz Wilson, haalde ze weg van hun vroege Motown-achtige sound naar een meer psychedelisch live-geluid met West Coast-invloeden en moedigde Wood aan om meer origineel materiaal te schrijven.
Night of Fear was de debuutsingle van The Move, uitgebracht bij Deram Records en haalde #2 in de Britse singleshitlijst. Hitsingles tijdens Burtons periode in de band waren I Can Hear the Grass Grow, Flowers in the Rain, Fire Brigade, Wild Tiger Woman en Blackberry Way. Het gelijknamige debuutalbum van de band werd uitgebracht in 1968 en het was de enige volledige lp-publicatie van de oorspronkelijke bezetting, voordat Kefford de band verliet na een door LSD veroorzaakte instorting en de band verder ging als een kwartet, met Burton aan de bas. Volgens Wayne was het vertrek van Kefford het begin van het einde van de band en geloofde hij dat de band het had kunnen overleven als Kefford was vervangen door een toetsenist. Hoewel Blackberry Way (met Wood en Bevans toekomstige Electric Light Orchestra-bandgenoot Richard Tandy, die klavecimbel speelde) #1 bereikte in het Verenigd Koninkrijk na de commerciële mislukking van Wild Tiger Woman, werd Burton ongelukkig met Woods lichtere materiaal met de verschuiving naar commerciële pop. Hoewel The Move aanvankelijk van plan was om Tandy aan hun bezetting toe te voegen als toetsenist, schakelde Tandy, toen Burton zijn schouder brak, over op bas voor een paar optredens en tv-shows, maar vertrok naar The Uglys na het herstel van Burton. Echter, na een gevecht op het podium met Bevan tijdens een show in Zweden, verliet Burton de band voorgoed om een bluescarrière na te streven. Tijdens deze wijziging in de bezetting vroeg Wood zijn vriend Jeff Lynne, toen de frontman van mede-Birmingham-band The Idle Race om mee te doen, maar Lynne wees het af omdat hij nog steeds aan het werken was naar succes voor The Idle Race en dus werd Burton vervangen op bas door Rick Price.
Het gerucht ging dat Burton een nieuwe band zou formeren met Noel Redding van The Jimi Hendrix Experience, maar daar kwam niets van terecht, hoewel Burton en Redding destijds wel een appartement in Londen deelden. Hij had ook gejamd met leden van Traffic, sloot vriendschap met Steve Winwood en sloot zich bijna aan bij Blind Faith in 1969. Later zei hij dat hij bijna de baan op de bas had gekregen - 'Steve wilde mij, denk ik, maar Ginger Baker wilde Ric Grech in plaats daarvan'. Burton werkte toen samen met Steve Gibbons, die de leiding had over de al lang bestaande Birmingham-band The Uglys. Burton en Gibbons, samen met Uglys' ritmesectie Keith Smart en Dave Morgan, plus de toetsenist Richard Tandy, creëerden de nieuwe Birmingham superband Balls. Er wordt wel eens gemeld dat Brian Jones van The Rolling Stones erbij betrokken was geweest, maar het was de andere Brian Jones, de saxofonist van The Undertakers, die met de band speelde.
Balls werd beheerd door de eenmalige Moody Blues/Move-manager Tony Secunda. In navolging van de trend van Chris Blackwells Traffic, zorgde Secunda ervoor dat de nieuwe band het voor elkaar kreeg in het land in een gehuurd huisje op de Berkshire Downs en huurde ook Traffics producent Jimmy Miller in voor de opnamesessies van de band. Terwijl Secunda een groot geldvoorschot in Malcolm McLaren-stijl van de platenmaatschappij regelde, begon de band nieuw materiaal te componeren en op te nemen tijdens het spelen van een paar lokale optredens. Morgan vertrok in de zomer van 1969 om te worden vervangen door Denny Laine, ex-zanger/gitarist van The Moody Blues. Maar Balls splitste zich eind 1969, met Tandy bij The Move (alleen voor live optredens), daarna bij Electric Light Orchestra en uiteindelijk bij Wizzard. Balls kwam de volgende zomer weer bij elkaar als kwartet, met Laine, Burton, voormalig Plastic Ono Band-drummer Alan White en zanger Jackie Lomax. Lomax werd al snel vervangen door de terugkerende Gibbons, en ex-Spooky Tooth-drummer Mike Kellie verving White in januari 1971. De enige publicatie van de band was een single, die in januari 1971 bij het Wizard-label uitkwam en in juni 1972 opnieuw werd uitgegeven onder Burtons naam. Het nummer Fight for My Country was een anti-oorlogslied, gecomponeerd en gezongen door Burton, inclusief achtergrondzang van Steve Gibbons en Denny Laine, die basgitaar op het nummer speelde.
Burton werkte tot 1975 met zanger Raymond Froggatt uit Birmingham. In deze periode was hij ook te gast bij de Pink Fairies. Na Balls sloot Steve Gibbons zich aan bij de Birmingham-band The Idle Race, die uiteindelijk de Steve Gibbons Band werd. Burton trad toe in april 1975 en de band genoot in 1977 van een hitsingle met het nummer Tulane van Chuck Berry en toerde uitgebreid door Amerika. Burton verliet Steve Gibbons in 1983 om zijn eigen band op te richten. Ze begonnen twee keer per week op te treden in de Red Lion in Balsall Heath, Birmingham met een bezetting met onder meer saxofonist Steve Ajao. In 1985 nam de band het album Double Zero (BARLP1) op, nu een collectors item, met Stuart Ford (slide gitaar), Crumpy (bas), Tony Baylis (drums) en Ben Annon (percussie). De band heeft een aantal iteraties doorgemaakt en op een gegeven moment omvatte ze voormalig Uglys/Balls/Move/Electric Light Orchestra-toetsenist Richard Tandy. In 1993 werd Trevor vergezeld door Maz Mitrenko op leadgitaar en later door drummer Bill Jefferson en bassist Pez Connor. Voormalig Move-drummer Bev Bevan toerde sinds 2004 als Bev Bevan's Move, af en toe aangevuld met Trevor Burton. Burton sloot zich definitief aan in 2007 en de herfsttournee van 2007 werd aangekondigd als The Move met Trevor Burton en Bev Bevan.
Op 20 april 2018 bracht Burton zijn eerste akoestische solo-plaat Long Play uit bij Gray Sky Records. De plaat bevat zowel nummers geschreven door Burton als akoestische vertolkingen van nummers van kritische moderne songwriters zoals John Darnielle van The Mountain Goats, Vic Chesnutt, Jeff Mangum van Neutral Milk Hotel.
- Biblioteca Nacional de España: XX1794179
- MusicBrainz: b754ec2b-0dec-4dc0-887d-4960ef05c6d9
- Virtual International Authority File: 87588564
- WorldCat: E39PBJqk36gFP9xvRHmp947fv3